# Le Degré zéro de l'écriture
 (février 2021).
Si vous disposez d'ouvrages ou d'articles de référence ou si vous connaissez des sites web de qualité traitant du thème abordé ici, merci de compléter l'article en donnant les références utiles à sa vérifiabilité et en les liant à la section « Notes et références ».
Le Degré zéro de l'écriture est un essai de Roland Barthes, publié en 1953.

## Étude

### Les circonstances de la rédaction
Le Degré zéro de l'écriture est le premier livre de Roland Barthes. Antérieurement, il a écrit quelques articles, notamment un portant le même titre (1947), mais dont il ne reprend presque rien d'autre en 1953.

### Contenu de l'ouvrage
Vue d'ensemble
L'expression qui donne son titre à l'ouvrage se réfère à une théorie linguistique selon laquelle une opposition signifiante peut être « neutralisée » par un troisième terme appelé « degré zéro ». Roland Barthes utilise métaphoriquement cette théorie : il y voit la possibilité de déjouer les assignations fixées par un code. Il donnera à cet usage d'un terme « neutre », tout au cours de son œuvre, des développements considérables.
La métaphore linguistique éclaire une pratique romanesque dont l'exemple privilégié est L'Étranger d'Albert Camus : « La nouvelle écriture neutre se place au milieu de ces cris et de ces jugements, sans participer à aucun d'eux ; elle est faite précisément de leur absence. » Si Barthes prend position dans la situation idéologique et esthétique de son temps, il affiche aussi une ambition plus large. Son ouvrage vise à réécrire l'histoire de la littérature comme une histoire des « formes de l'écriture ». Il commence par poser deux réalités stables : la « langue », collective et archaïque ; et le « style », individuel et quasi physiologique[pas clair]. L'écrivain ne fait le choix que des marques supplémentaires qu'il leur ajoute, et qui témoignent de son insertion dans l'Histoire et dans la société.
Première partie
La première partie est consacrée à l'analyse de divers modes d'écriture. Le mode politique donne lieu à des pages brillantes[non neutre], souvent polémiques, sur l'écriture révolutionnaire, l'écriture bourgeoise, marxiste ou intellectuelle. Ce sont autant de « mythologies » de la forme écrite[pas clair], où est dénoncée la fausseté des rapports entre le langage et le monde, dès qu'une médiation s'y agrège de manière parasite.
« L'écriture du roman » est décrite comme la fabrication d'une fausse évidence qui masque l'absence de réalité sous une fabulation crédible. Barthes s'attache à deux conventions du roman : le passé simple et la 3e personne. La poésie, quant à elle, et particulièrement la poésie moderne, échapperait au jeu des masques de l'« écriture ». Elle ne serait que langue et style ; à travers elle, « l'homme affronte le monde objectif sans passer par aucune des figures de l'Histoire ou de la sociabilité ».
Seconde partie
La seconde partie développe l'histoire de l'écriture. Barthes montre la naissance d'une mauvaise conscience de l'écrivain, voire d'un tragique de la littérature dans la France du XIXe siècle. Gustave Flaubert en serait l'exemple privilégié. Après lui, la littérature n'aurait pu choisir qu'entre l'exhibition de son propre masque (« Je suis littérature », proclame le roman naturaliste, tout en prétendant dire le réel) et le sabordage, le silence d'un Rimbaud ou d'un Mallarmé. Dans cette situation, le « degré zéro » apparaît comme une innocence reconquise. Barthes entrevoit chez certains écrivains de son temps l'utopie d'une réconciliation entre la littérature et le monde, au-delà d'une société qui demeure irréconciliée.

### Réception et influence
Cet ouvrage a eu une influence dans le milieu universitaire des études littéraires dans les années 1950 à 1970 ; c'est un des fondements de l'influence de Roland Barthes, même si des ouvrages ultérieurs ont eu plus de notoriété.
En 1999, il a été classé parmi les cent livres du siècle par le journal Le Monde (en 63e place).

## Éditions
- Éditions françaises
  - Édition originale : Éditions du Seuil, 1953, 127 p.[3]
  - Éditions de poche : Gonthier, coll. « Médiations », 1965, 183 p. [4] ; Seuil, coll. « Points », 1972, 187 p. [ (ISBN 2-02-000610-3)]

- Éditions étrangères

Le Degré zéro de l'écriture a été traduit en plusieurs langues :
- allemand : Am Nullpunkt der Literatur, Claassen, Hambourg, 1959 ; réédition : Suhrkamp, Francfort, 2006.
- anglais : Writing Degree Zero, Cape Editions, 1967.
- japonais : 零度のエクリチュール (reido no ekurichūru?), 1965 ; rééditions : 1971, 1999, 2008.